# Prosopocera basigranulosa
Prosopocera basigranulosa là một loài bọ cánh cứng trong họ Cerambycidae.